# 鈴木文彦
鈴木 文彦（すずき ふみひこ、1956年7月 - ）は、日本の交通ジャーナリスト。

## 略歴
山梨県出身。東北大学理学部卒業、東京学芸大学大学院（地理学）修了。東京学芸大学では人文地理学（鉄道地理学）の青木栄一教授の指導を受けた。その後、竹早学園の非常勤講師（地理学）を務める。
鉄道ファンであると同時にバスファンでもあることからバス関連の著作が多く、日本におけるバス趣味、あるいは公共交通全体の問題に関する第一人者と紹介されての講演なども行っている。また、日本バス友の会企画部長、同会の関連団体でバスの保存活動を行うNPO法人日本バス文化保存振興委員会（通称・NPOバス保存会、茨城県つくば市）理事長も務めている。

## 活動
バスジャパン・ハンドブックシリーズでは、事業者の歴史をまとめている他、雑誌『鉄道ジャーナル』において、1984年頃からバス記事に関する執筆を行なっている。その他の雑誌においても、バスについて寄稿することがある。バス以外にも『鉄道ジャーナル』誌では、いわゆるローカル線問題についての連載記事も担当している。
NHKテレビ番組『難問解決!ご近所の底力』にコメンテーターとして、2003年10月30日放送「バスも鉄道もない 生活の足が欲しい」、2004年9月2日放送「生活の足 鉄道を守れ」、2007年5月6日および8月19日放送「困った！バスの廃線」に出演している。その基本となる助言は「マイ・レール（バス）」意識を持ってもらう事であり、事業者任せにせず住民たちが主体となって交通機関を守ることにある、というものである。

### 自著における誤情報の拡散
バス記事に関する執筆を多く行っているものの、自著における誤情報を広めたことで、なかには通説となってしまったものもある。
- 2016年9月にBJエディターズから出版された『BJハンドブックス　福島交通』の社史に関する記述について、小針暦二の社長就任の時期を福島電気鉄道と福島県南交通が合併成立した1961年であるという誤情報を記載した[4]。正しくは1968年の労働争議後に小針氏は社長に就任した[5][6]。

- 1988年4月に『バス・ジャパン』に投稿した「深夜バスの発展と現状」では、1970年7月に開設された神奈川中央交通の深夜バスを「日本における深夜バスの始まり」（すなわち日本初の深夜バス）である[7]とする誤情報を記載し、これが通説となった。実際には、1952年にはすでに阪急バスが深夜バスの運行を開始している。詳しくは「日本の深夜バス」も参照。

### レギュラー執筆している雑誌類
- 鉄道ジャーナル - バスコーナーの記事を担当。
- バス・ジャパン
- バスマガジン

### 著書
- 高速バス大百科（中央書院）
- 新版・高速バス大百科（中央書院）
- はじめての高速バス（中央書院）
- 西鉄バス最強経営の秘密（中央書院）
- 日本のバス年代記（グランプリ出版）
- バス車両の進化を辿る（グランプリ出版）
- 岩手のバス いまむかし（クラッセ）
- 路線バスの現在・未来（グランプリ出版）※PART2もあり
- 日本のバス 100余年のあゆみとこれから（鉄道ジャーナル社）

### 小冊子
- 「カルチャーウォーク」14号（1993年1月4日・はまぎん産業文化振興財団発行）
横浜銀行の店舗で無料配布されていた小冊子。14号は「かながわのバス図鑑」という特集が組まれたが、本文の大半を寄稿している。